# Dobrowilla (obwód dniepropetrowski)
Dobrowilla (ukr. Добровілля) – wieś na Ukrainie, w obwodzie dniepropetrowskim, w rejonie wasylkowskim, w hromadzie Dubowyky. W 2001 liczyła 581 mieszkańców, spośród których 550 wskazało jako ojczysty język ukraiński, 29 rosyjski, a 2 inny.